# ポキプシー (ニューヨーク州の町)

ダッチェス郡内の位置

ポキプシー（Poughkeepsie）は、アメリカ合衆国ニューヨーク州のダッチェス郡にある町。人口は4万5471人（2020年）。ニューヨーク市の北方、ハドソン川東岸にある。ダッチェス郡の郡都ポキプシー市を半月形に取り囲んでいる。総面積は80.8km2で、市の5.4倍である。
町にはヴァッサー大学の主要施設、IBMのメインフレーム・コンピューター（IBM mainframe）の開発・製造拠点などがある。

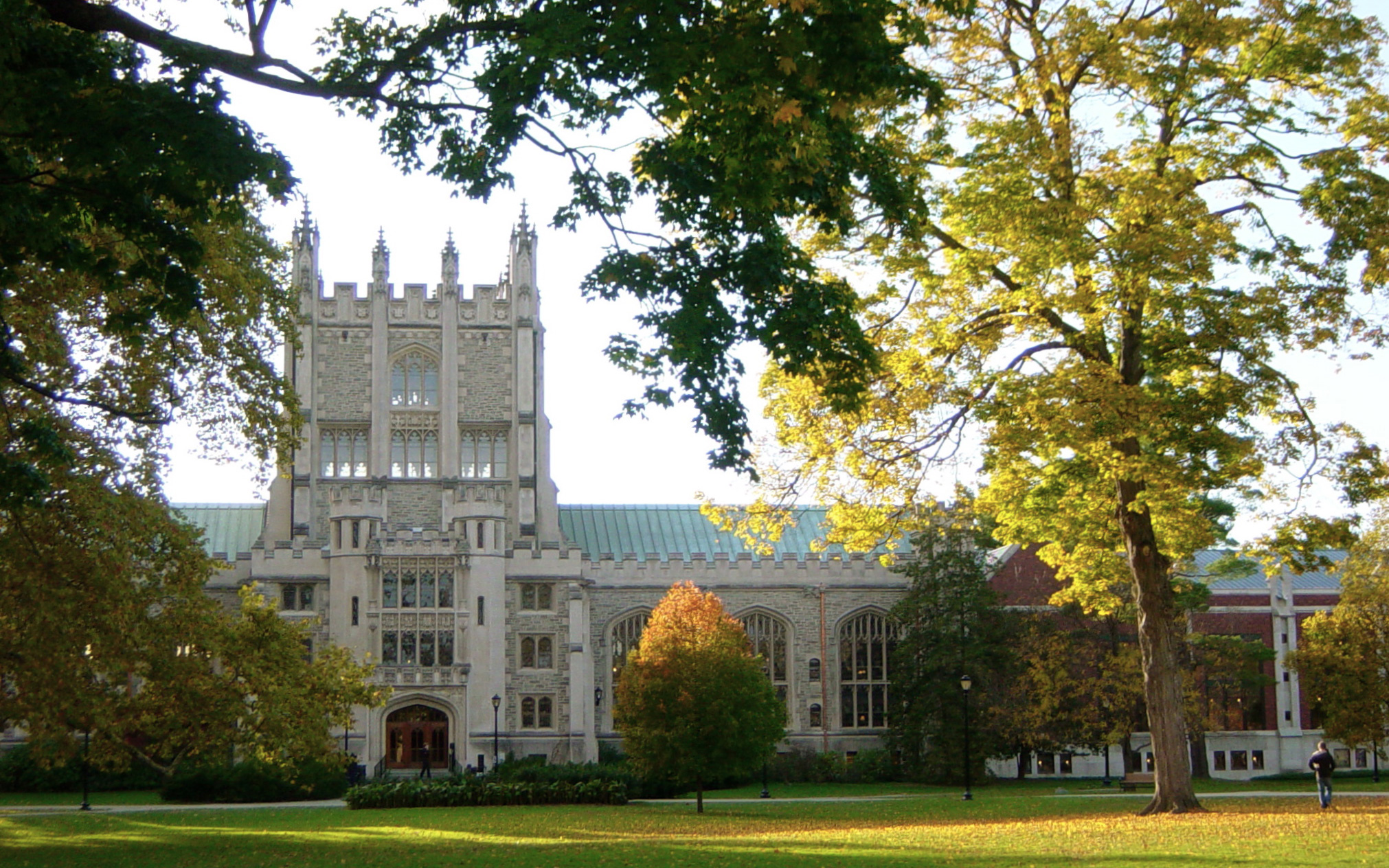
ポキプシー町にあるヴァッサー大学